# Clássicos da música cristã
Clássicos da música cristã é o quinto álbum de estúdio do grupo Ellas, lançado pela MK Music em junho de 2009.
O álbum foi produzido por Wagner Carvalho e Waldenir Carvalho e o repertório é composto por músicas da Harpa Cristã e do cantor cristão. 

## Faixas
1. Rude Cruz
2. Os guerreiros se preparam
3. Tudo entregarei
4. Segura na mão de Deus
5. Santo, santo, santo
6. Brilho celeste/ Minha pequena luz
7. Mais perto quero estar
8. Manso e Suave
9. Solta o cabo da nau
10. Tu és fiel, Senhor
11. Vem cear
12. Quando Jesus estendeu a sua mão
13. Sou feliz com Jesus
14. Vencendo vem Jesus

## Clipes
| Música    | Lançamento          |
| --------- | ------------------- |
| Rude Cruz | 10 de julho de 2009 |

## Ficha Técnica
- Produção Musical: Wagner Carvalho e Waldenir Carvalho